# G1 Climax 2017
Il G1 Climax 2017 è stata la ventisettesima edizione del G1 Climax, torneo organizzato annualmente dalla federazione di puroresu giapponese della New Japan Pro-Wrestling (NJPW); esso si è svolto tra il 17 luglio e il 13 agosto 2017.
A vincere il torneo è stato Tetsuya Naito, che ha sconfitto Kenny Omega nella finale del Nippon Budokan di Tokyo (Giappone).

## Struttura del torneo

### Fase a gironi
Legenda: P.ti=punti; V=vittorie; N=pareggi; S=sconfitte
| #   | Wrestler          | P.ti | V | N | S |
| --- | ----------------- | ---- | - | - | - |
| 1.  | Tetsuya Naito     | 14   | 7 | 0 | 2 |
| 2.  | Hiroshi Tanahashi | 12   | 6 | 0 | 3 |
| 3.  | Bad Luck Fale     | 12   | 6 | 0 | 3 |
| 4.  | Hirooki Goto      | 10   | 5 | 0 | 4 |
| 5.  | Kōta Ibushi       | 10   | 5 | 0 | 4 |
| 6.  | Zack Sabre Jr.    | 10   | 5 | 0 | 4 |
| 7.  | Tomohiro Ishii    | 8    | 4 | 0 | 5 |
| 8.  | Togi Makabe       | 8    | 4 | 0 | 5 |
| 9.  | Yoshi-Hashi       | 4    | 2 | 0 | 7 |
| 10. | Yūji Nagata       | 2    | 1 | 0 | 8 |

| #   | Wrestler        | P.ti | V | N | S |
| --- | --------------- | ---- | - | - | - |
| 1.  | Kenny Omega     | 14   | 7 | 0 | 2 |
| 2.  | Kazuchika Okada | 13   | 6 | 1 | 2 |
| 3.  | Evil            | 12   | 6 | 0 | 3 |
| 4.  | Minoru Suzuki   | 9    | 4 | 1 | 4 |
| 5.  | Tama Tonga      | 8    | 4 | 0 | 5 |
| 6.  | Sanada          | 8    | 4 | 0 | 5 |
| 7.  | Juice Robinson  | 8    | 4 | 0 | 5 |
| 8.  | Toru Yano       | 8    | 4 | 0 | 5 |
| 9.  | Michael Elgin   | 8    | 4 | 0 | 5 |
| 10. | Satoshi Kojima  | 2    | 1 | 0 | 8 |

### Finale
| Tokyo 13 agosto 2017, ore 14:00 CEST | Tetsuya Naito  | Vincitore – Sconfitto referto | Kenny Omega | Nippon Budokan (11 000 spett.)\| Arbitro: \| Red Shoes Unno \| |
| Arbitro:                             | Red Shoes Unno |                               |             |                                                                |